# لاندريثون ليه أردريس
لاندريثون ليه أردريس (بالفرنسية: Landrethun-lès-Ardres)‏ هي بلدية تقع في إقليم باد كاليه من منطقة نور با دو كاليه في شمال فرنسا. تبلغ مساحة هذه المدينة 5.71 (كم²)، وترتفع عن سطح البحر 85 م، يبلغ عدد سكانها 684 نسمة حسب إحصاء المعهد الوطني للإحصاء والدراسات الاقتصادية سنة 2009 م. وترأس Hubert Larue البلدية خلال فترة (2008-2014).